# Собачка таємничий

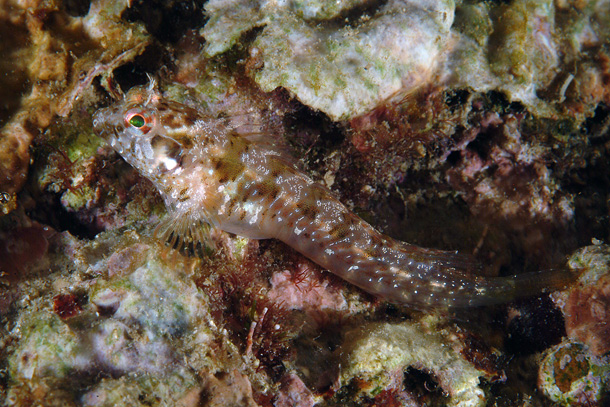
Parablennius incognitus

Собачка таємничий, або собачка-інкогніта (Parablennius incognitus) — є видом морських собачок, що поширений в східній Атлантиці і Середземному морі. Мешкають вздовж берегів Мадейри, Канарських островів і Лімбе, Камеруну, біля Іберії, а також в більшій частині Середземномор'я, включаючи Марокко, Мармурове і Чорне моря. Сягає максимальної довжини 5,8 см. У Чорному морі в Україні відзначений у 2002 р. біля південних кримських берегів, а вже наступного року почав масово зустрічатися в прибережних водах від Севастополя до мису Фіолент.